# Haut-Adige (département)
Pour les articles homonymes, voir Haut-Adige.
1810–1814
Entités précédentes :
- Comté de Tyrol

Entités suivantes :
- Comté de Tyrol

Le Haut-Adige (en italien : Alto Adige ; en allemand : Ober Etsch) est un ancien département du royaume d'Italie, qui a existé de 1810 à 1814. Portant le nom du fleuve Adige, il avait pour chef-lieu Trente.

## Histoire
Vaincu en 1805 lors de la guerre de la troisième coalition, l'empire d'Autriche cède le comté de Tyrol au royaume de Bavière. Cependant, la politique anticléricale et centralisatrice du nouveau régime provoque l'hostilité de la majeure partie de la population tyrolienne : le Tyrol se rebelle en avril 1809. Après avoir repoussé plusieurs offensives françaises et bavaroises, les Tyroliens sont finalement vaincus à la fin de l'année. Le comté du Tyrol est partagé le 28 février 1810 entre les royaumes de Bavière et d'Italie (dont le monarque est Napoléon Ier) : les zones du nord, essentiellement germanophones, restent intégrées au royaume de Bavière, tandis que les zones du sud, majoritairement romanophones (italien et ladin), sont annexées par le royaume d'Italie.
La partie annexée par le royaume d'Italie est organisée en département : le Haut-Adige est créé le 9 juin 1810 à partir des parties des cercles bavarois de l'Adige et de l'Eisack, ainsi que de quelques communes détachées du département du Piave : il s'étend alors sur les territoires actuels de Bolzano, de l'Oltradige-Bassa Atesina (it), d'une grande partie de Salto-Sciliar (it), d'une petite partie du Burgraviato (it),, d'une grande partie de Trente, et sur les communes de Valvestino, Magasa et Pedemonte. Le chef-lieu est situé à Trente.
Le département est dissous après la défaite de Napoléon Ier en 1814 et la fin du royaume d'Italie ; le comté de Tyrol est alors recréé.

## Nom
Le nom « Haut-Adige » n'a pas d'antécédent historique : il découle de la pratique révolutionnaire de nommer les départements d'après une caractéristique géographique ; ici, le fleuve Adige (un autre département du royaume d'Italie s'appelait d'ailleurs simplement l'Adige). Entre 1797 et 1798, un district du Haut-Adige (en) a existé dans le Benaco (it), éphémère département de la République cisalpine (1797-1798) (mais sa localisation n'avait alors rien à voir avec celle du département créé en 1810).
Le nom disparaît après la chute de Napoléon Ier, mais commence à être réutilisé par des irrédentistes italiens au milieu du XIXe siècle. Le terme est employé pour la province de Bolzano par Ettore Tolomei dans sa campagne d'italianisation. Après l'annexion du Tyrol du Sud par l'Italie en 1919, le nom « Haut-Adige » est préféré à « Tyrol italien » et « Tyrol tridentin » ; il est officialisé par le régime fasciste en 1923.
L'Italie contemporaire compte une région autonome du Trentin-Haut-Adige (Trentino-Alto Adige en italien) ; à l'intérieur de celle-ci, le nom officiel de la province autonome de Bolzano est Provincia Autonoma di Bolzano – Alto Adige.

### Bibliografia
- (de) Reinhard Stauber, Der Zentralstaat an seinen Grenzen. Administrative Integration, Herrschaftswechsel und politische Kultur im südlichen Alpenraum 1750-1820, Göttingen, Vandenhoeck & Ruprecht (ISBN 978-3-525-36057-6)
- Romeo Carlo, Il Tirolo in età napoleonica (1796-1814): un quadro d'insieme, 2015 (ISBN 978-8893216326), « Napoleone nelle Alpi. Le montagne d'Europa tra Rivoluzione e Restaurazione »